# Kabupaten Ketapang
Kabupaten Ketapang är ett kabupaten i Indonesien.   Det ligger i provinsen Kalimantan Barat, i den västra delen av landet, 700 km nordost om huvudstaden Jakarta. Antalet invånare är 427 460.